# 唐氏早熟禾
唐氏早熟禾（学名：Poa tangii）为禾本科早熟禾属下的一个种。